# Derek Bickerton
Derek Bickerton (ur. 25 marca 1926 w Cheshire, zm. 5 marca 2018) – językoznawca, specjalista w zakresie języków kreolskich. Opracował hipotezę language bioprogram hypothesis.
Kształcił się na University of Cambridge.

## Publikacje
Źródło:
- Language and Species (1990)
- Bastard Tongues (2008)
- Adam’s Tongue (2009)
- More than Nature Needs (2014)